# Gézer
Gézer (hebreo: גזר, más tarde Gazara) fue una ciudad del antiguo Israel. Actualmente se la identifica en general con el Tell Gézer (también: Tell el-Jézer), que se encuentra aproximadamente a mitad de camino entre Jerusalén y Tel Aviv.

## Historia
Los primeros testimonios escritos de la existencia de Gézer datan de la época del rey egipcio Tutmosis III (siglo XV a. C.). Los relieves del Templo de Amun-Re en Karnak muestran prisioneros de Gézer de la guerra contra Siria de 1468 a. C. Una inscripción del templo funerario de Tutmosis IV (aprox. 1410- 1402) menciona prisioneros (Kharu) de una ciudad, que se supone que es Gézer. A partir de las Cartas de Amarna puede deducirse que Gézer participó de los conflictos de las ciudades Estado (Ciudad Estado) de Palestina bajo dominio egipcio. Se conservan más de una docena de cartas de Gézer dirigidas al rey egipcio, de modo que también pueden reconstruirse los nombres de los gobernadores de Gézer: Milkilu, Addu-Dabi y Japahu. Informan acerca del apremio constante que ocasionan los Habiru, sin que, aparentemente, los egipcios los socorrieran. 
En Gézer parece haber habido una importante escuela de escribas. Un fragmento del Poema de Gilgamesh, que fue encontrado a comienzos de los años 50 por un pastor del Kibutz Megiddo junto a la rampa de la montaña de escombros del sector AA es originaria, presumiblemente, de acuerdo a los análisis de Goren y otros, de Gézer. Vita presume sobre la base de estudios paleográficos que un escriba de Gézer también redactaba cartas para los gobernantes aliados de Ginti-kirmil, Gath y Aschdod. También le adjudica a este escriba la autoría de las Cartas de Tagi (EA 266) y Jahtiru (EA 296), las que, empero, también empleaban otros escribas.
Bajo la Dinastía XIX de Egipto se volvió a consolidar nuevamente el dominio de Egipto en la región. La estela triunfal de Merenptah informa que Gézer fue conquistada por los egipcios. Un hallazgo de una pieza de marfil en el Tell Gézer, en la cual se encontró el nombre de Merenptah, apoya este dato.
En el Libro de Josué se menciona a un rey de Gézer llamado Horam que en tiempos de Josué (personaje bíblico), durante la conquista de Laquis por parte de los israelitas, socorre a la ciudad, ocasión en la que es asesinado. Gézer fue conquistada por los israelitas y la población cananea del lugar esclavizada. La ciudad tenía, por su localización cercana a la frontera con los filisteos una importancia estratégica. En una primera instancia fue adjudicada a la Tribu de Efraím, pero luego otorgada a la Tribu de Leví.
Acorde al relato bíblico de 2 Sam 5,25, el rey David desplazó a los filisteos “desde Gibeón hasta Gézer”. Aparentemente la ciudad era parte de la sucesión egipcia, pues el faraón (presumiblemente Siamón) entregó la ciudad como dote en ocasión del casamiento de su hija con el rey Salomón.
Durante las revueltas de los macabeos, la ciudad, ahora llamada Gazara, cambió reiteradamente de propietarios. La diócesis titular de Gazera de la Iglesia católica se origina en un obispado de la Antigüedad tardía. A continuación, el lugar fue abandonado y permaneció así hasta tiempos recientes. Actualmente se encuentra junto a la excavación un pequeño asentamiento.

## Gobernantes
- Milkilu, período de Amarna[4] (EA 267–271)
- Ba'lu-dānu, período de Amarna[5] (EA 293–2944)
- Japahu, período de Amarna[5] (EA 297–300)
- Horam en tiempos de Josué

## Historia arqueológica

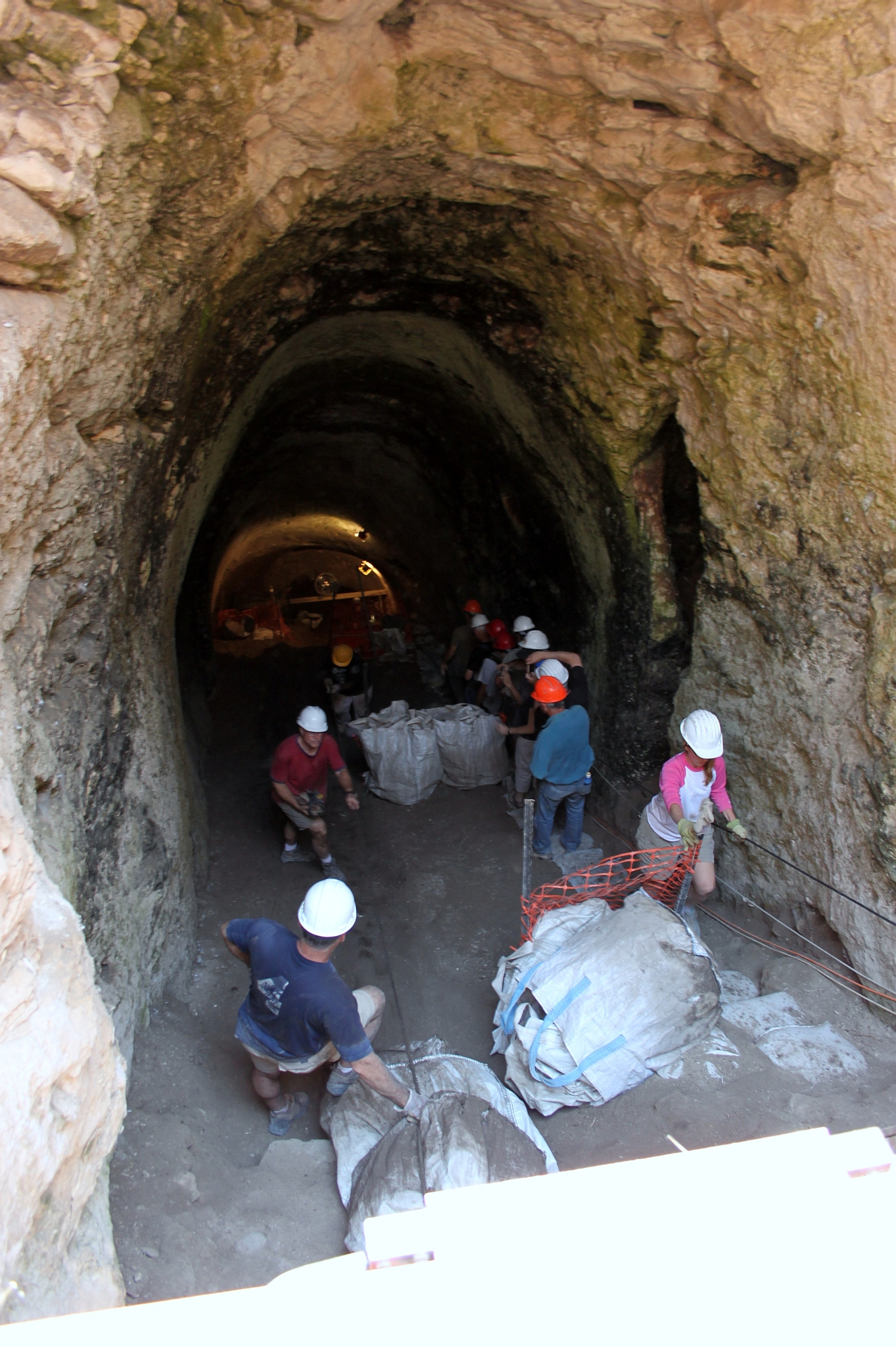
Excavación realizada por el Seminario Teológico Bautista de Nueva Orleans en 2011.

La primera excavación de Tell Gézer fue realizada en 1871 por el arqueólogo francés Charles Clermont-Ganneau. Entre 1902 y 1907 Robert Macalister realizó tareas arqueológicas por encargo del Palestine Exploration Fund. Alan Rowe en 1934 y George Ernest Wright, William Dever, Yigael Yadin y la Universidad Andrews en 1964 hicieron nuevas excavaciones. Desde 2006 Steve Ortiz del Seminario Teológico Bautista del Suroeste de (Fort Worth, EU) y Sam Wolff (Autoridad de Antigüedades de Israel) continuaron las excavaciones.
En 2010, un equipo del Seminario Teológico Bautista de Nueva Orleans, en asociación con la Autoridad de Parques de Israel y la Autoridad de Antigüedades de Israel, lanzó un esfuerzo para limpiar un túnel de agua, descubierto por primera vez por Macalister cien años antes.
En 2013, se realizaron dos excavaciones arqueológicas separadas en Tel Gezer, una por Tsvika Tsuk, Yohanan Hagai y Daniel Warner, en nombre de la AAI, y la otra dirigida por un equipo de arqueólogos de SWBTS y el Instituto de Arqueología de la Universidad Andrews.

## Estructura del asentamiento
La monumental puerta de entrada a la ciudad es comparable a la de Jasor.

## Hallazgos
En Gézer se encontraron diez megalitos, así como nueve mojones fronterizos. Una de las piedras tenía grabada la leyenda “Límite de Gézer”, del siglo I a. C.

## Calendario de Gézer
Durante la excavación del tell se encontró el así llamado Calendario de Gézer, datado en el siglo X a. C. Es uno de los textos más antiguos en hebreo o en alfabeto fenicio. Podría tratarse de un calendario agrícola, aunque también se especula que pueda ser una especie de canción popular o anotaciones de un alumno.